# Nkoroos
Els nkoroos són els membres d'un clan ijaw que viuen al sud-est de l'estat de Rivers, a la LGA d'Opobo-Nkoro, al sud de Nigèria. Els nkoroos parlen la llengua ijaw nkoroo.
Entre els assentaments nkoroos hi ha: Nkoro, Ayama i Dema. Les seves tradicions culturals han estat influenciades pels andonis, els ogonis i els igbos ndokis. Una secció de la ciutat de Nkoro, els Afakani, parlen un dialecte diferent del que parlen la resta del clan. Els nkoroos a vegades s'anomenen a si mateixos com Kala-Kirika ("Petit Okrika"), que mostra la idea que tenen del fet que provenen d'emigrants d'Okrika. Històricament, els ndoroos han estat en guerra amb els ogonis, tot i que van negociar i van establir un lloc per a intercanviar-hi comerç a Inyaba (el peix dels nkoroos pels productes agraris dels ogonis). També han patit guerres contra els bonnys i els andonis.